# 복락정
복락정(復樂亭)은 충청남도 공주군 계룡면 구왕리 용산부락에 있는 김갑순의 사당이다. 1962년 김갑순자선송덕비가 세워진 구왕리 용산부락 근처에 김갑순의 묘지가 조성되면서 세워졌다. 그러나 후에 돌보는 사람이 없어 건물은 폐가, 흉가화되었다. 근처에는 김갑순이 생전에 살던 김갑순 집터가 존재한다.

## 같이 보기
- 김갑순
- 공주군
- 김갑순 집터